# Dimar
Dimar este o companie de construcții din România, înființată în anul 1994.
Compania activează în sectoarele producției de betoane, construcțiilor hidrotehnice, edilitare și amenajări de drumuri, oferind și consulțantă în domeniu.
Compania Dimar deține șapte filiale, amplasate în: Tanganu - Ilfov, Budești - Călărași, Grădiștea - Giurgiu, Sacuieni - Dâmbovița, Roznov – Neamț, Urziceni - Ialomița și una pe șoseaua de centură București.
Cifra de afaceri în 2008: 22 milioane euro